# Agave chiapensis
Agave chiapensis (лат.) — вид растений рода Агава (Agave) подсемейства Агавовые (Agavoideae) семейства Спаржевые (Asparagaceae). Произрастает на юге Мексики и в Центральной Америке.

## Таксономия и этимология
Agave chiapensis была описана Георгом Альбано фон Якоби и опубликована в журнале «Hamburger Garten- und Blumenzeitung» в 1866 году .
Родовое название Agave, получившее научное признание в 1753 году благодаря шведскому натуралисту Карлу Линнею, который произошёл от греческого Agavos. В древнегреческой мифологии Агава была вакханкой, дочерью Кадма, царя Фив, которая, возглавляя толпу вакханок, убила своего сына Пенфея, наследника Кадма на престоле. Таким образом, слово «agave» подразумевает нечто достойное восхищения или благородное.
Видовое название chiapensis — от географического названия, указывающее на произрастание этого вида в штате Чьяпас (исп. Chiapas).

## Распространение
Произрастает в мексиканских штатах Чьяпас и Оахака, а также в Коста-Рике и Гватемале.

## Описание
Agave chiapensis — агава среднего размера с раскидистой розеткой светло-зелёных листьев, форма которых варьируется, но, как правило, овальная. Зубцы по краю листа дельтовидные и могут быть как мелкими (3-4 мм) и близко расположенными, так и более крупными (5-10 мм) и более расставленными. Крепкая верхушечная колючка листа достигает 2-3,5 см в длину.
Цветонос обычно достигает 2 м в высоту, цветки расположены на верхней трети или четверти его длины. Цветки длиной 60-70 мм, жёлтые или зелёные с красным или пурпурным оттенком, как и прицветнички, что придаёт им более тёмный вид. Тычиночные нити тёмные и достигают 70-80 мм, далеко выступают из цветка, с 30-мм пыльниками на концах.

## Охранный статус
Популяции этого вида относительно малочисленны и изолированы, и находятся под угрозой исчезновения из-за расширения городов и сельского хозяйства, особенно в Чьяпасе.